# Римский театр (Верона)
Римский театр (итал. Teatro Romano) — античный римский театр, построенный в Вероне в последней четверти I века до н. э. Это один из наиболее хорошо сохранившихся театров в северной Италии. Расположен на левом берегу реки Адидже у подножия холма Сан-Пьетро — исторического ядра Вероны, заселённого ещё в доримские времена, около VI—V века до н. э. венетами, а впоследствии ставшего центром римского поселения.
Ансамбль театра состоит из полуциркульной кавеи со ступенями, сцены с задником, выложенным из кирпича и орхестры с местами для знатных зрителей.
Театр, находящийся близко к берегу реки, страдал от наводнений, а к периоду раннего Средневековья площадка была засыпана землёй и застроена новыми зданиями. На месте театра находилась резиденция Теодориха, а позднее лангобардских правителей.
Театр был открыт в 1830 году при сносе ветхих строений, существовавших на этом месте. Были откопаны амфитеатр с местами для зрителей, широкая лестница, ведущая от театра к вершине холма, многочисленные арки и незначительные остатки сцены.

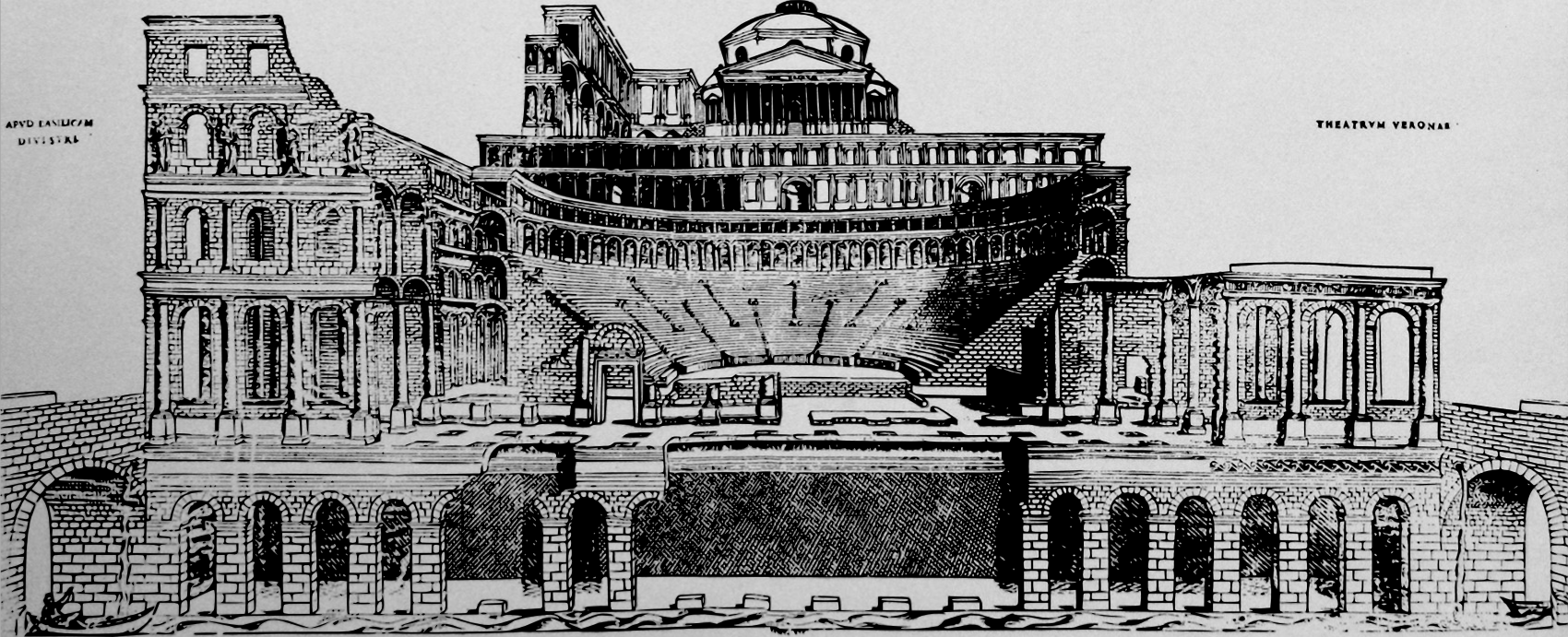
Реконструкция первоначального вида театра

К значимым постройкам, возникшим вокруг театра относятся:
- монастырь Сан-Джероламо, упразднённый при наполеоновской секуляризации церковного имущества. В настоящее время в нём расположен археологический музей.
- церковь Святых Сира и Либеры[итал.], построенная в X веке. Имя святого Сира связано преданием с римским театром: он был первым христианским священником в Вероне и совершал тайные литургии в помещениях театра[2].